# Mörk förnalöpare
Mörk förnalöpare (Trichocellus cognatus) är en skalbaggsart som beskrevs av Leonard Gyllenhaal. Mörk förnalöpare ingår i släktet Trichocellus och familjen jordlöpare. Arten är reproducerande i Sverige. Inga underarter finns listade i Catalogue of Life.